# Margamukti (Talaga)
Margamukti is een bestuurslaag in het regentschap Majalengka van de provincie West-Java, Indonesië. Margamukti telt 1939 inwoners (volkstelling 2010).